# ازبورن اندرسون
ازبورن اندرسون (انگلیسی: Osborne Anderson; ۱۵ اکتبر ۱۹۰۸ – ۳۱ ژانویهٔ ۱۹۸۹) بازیکن هاکی روی یخ اهل ایالات متحده آمریکا بود.